# En moderne Søhelt
En moderne Søhelt è un cortometraggio muto del 1907 diretto da Viggo Larsen.

## Produzione
Il film fu prodotto dalla Nordisk Film.

## Distribuzione
Distribuito dalla Nordisk Film, venne presentato al Kinografen di Copenaghen il 31 ottobre 1907.